# Hans Proesler
Hans Proesler (* 30. Dezember 1888 in Frankfurt am Main; † 29. November 1956 in München) war ein deutscher Historiker und Soziologe.

## Leben
Nach Studium der Anglistik, Geschichte, Philosophie und Nationalökonomie wurde Proesler 1916 zum Dr. phil. promoviert. Ab 1922 war er Dozent an der Handelshochschule in Nürnberg, der er von 1928 bis 1930 als Rektor vorstand. Unter der nationalsozialistischen Herrschaft war ihm von 1934 bis 1945 die Lehrbefugnis entzogen. 1946 wirkte er erst als Lehrbeauftragter an der Universität München, wurde aber bald wieder in sein Professorenamt an der Nürnberger Handelshochschule eingesetzt. Von 1947 bis 1952 folgte das zweite Rektorat.
Proesler bemühte sich um eine Systematisierung der Sozialwissenschaften, als deren Fundament er die Allgemeine Soziologie betrachtete. Alle weiteren sozialwissenschaftlichen Disziplinen seien entweder Sonder- oder Hilfsdisziplinen. Wichtige Hilfsdienste leiste die Sozialgeschichte, die zu seiner Schaffenszeit noch nicht als akademisches Fach etabliert war.

## Schriften (Auswahl)
- Die Epochen der deutschen Wirtschaftsentwicklung. 1927
- Die Wirtschaftsgeschichte in Deutschland, ihre Entwicklung und Probleme. 1928
- Die Anfänge der Gesellschaftslehre. Palm & Enke, Erlangen 1935
- Hauptprobleme der Sozialgeschichte. Palm & Enke, Erlangen 1951 (Erstausgabe 1933)
- Über die Aufgliederung der Sozialwissenschaften: Ein Vortrag. Glock u. Lutz, Nürnberg 1955